# Sherman County, Kansas
Sherman County är ett administrativt område i delstaten Kansas, USA, med 6 010 invånare. Den administrativa huvudorten (county seat) är Goodland.

## Geografi
Enligt United States Census Bureau har countyt en total area på 2 735 km². 2 735 km² av den arean är land och 0 km² är vatten.

### Angränsande countyn
- Cheyenne County - norr
- Rawlins County - nordost
- Thomas County - öst
- Logan County - sydost
- Wallace County - söder
- Kit Carson County, Colorado - väst

### Orter
- Goodland (huvudort)
- Kanorado